# Montgai (ort)
Montgai är en ort i Spanien.   Den ligger i provinsen Província de Lleida och regionen Katalonien, i den östra delen av landet, 400 km öster om huvudstaden Madrid. Montgai ligger 285 meter över havet och antalet invånare är 793.
Terrängen runt Montgai är huvudsakligen platt, men norrut är den kuperad. Runt Montgai är det ganska glesbefolkat, med 42 invånare per kvadratkilometer. Närmaste större samhälle är Balaguer, 12,9 km väster om Montgai. Trakten runt Montgai består till största delen av jordbruksmark.